# 슬픔은 그대 가슴에 (1959년 영화)
《슬픔은 그대 가슴에》(Imitation Of Life)는 미국에서 제작된 더글라스 서크 감독의 1959년 드라마, 멜로/로맨스 영화이다. 라나 터너 등이 주연으로 출연하였고 로스 헌터 등이 제작에 참여하였다.

## 출연

### 주연
- 라나 터너
- 샌드라 디

### 조연
- 주아니타 무어
- 존 게빈

## 기타
- 의상: 진 루이스
- 의상: 빌 토머스

## 같이 보기
- 화이트워싱